# 西克鲁赛罗
西克鲁赛罗是巴西巴拉那州的一个市镇。总面积779.222平方公里，总人口20814人，人口密度26.7人/平方公里。